# Lin Carter
Lin Carter, nome completo Linwood Vrooman Carter (Saint Petersburg, 9 giugno 1930 – Montclair, 7 febbraio 1988), è stato uno scrittore statunitense.
Prolifico autore di fantascienza e fantasy, è stato anche apprezzato critico e curatore editoriale.
Della sua vasta produzione sono stati tradotti in italiano solo sparuti romanzi, ma buona parte dei racconti "apocrifi" con cui Carter ha proseguito le saghe di Conan il barbaro e Kull di Valusia (personaggi creati dal suo modello letterario Robert E. Howard).

## Opere
Per ogni testo si indica la prima edizione nell'originale inglese e l'eventuale prima traduzione in lingua italiana.

### Thongor di Lemuria
Il nucleo principale della serie consiste di sei romanzi.
1. The Wizard of Lemuria poi Thongor and The Wizard of Lemuria, Ace Books, 1965.
2. Thongor of Lemuria poi Thongor and the Dragon City, Ace Books, 1966.
3. Thongor contro gli dei (Thongor Against the Gods), Paperback Library, 1967. Trad. Simone Cauli, Fantascienza Fantasia Eroica 9, Delta, 1974.
4. Thongor nella città nera (Thongor in the City of Magicians), Paperback Library, 1968. Trad. Pierantonio Rumignani, Fantascienza Fantasia Eroica 15, Delta, 1974.
5. Thongor alla fine del tempo (Thongor at the End of Time), Paperback Library, 1968. Trad. Pierantonio Rumignani, Fantascienza Fantasia Eroica 17, Delta, 1974.
6. Thongor Fights the Pirates of Tarakus, Berkley Medallion, 1970.

Cartner compose ma non sistematizzò in volume anche una poesia, due romanzi brevi e cinque racconti, riuniti postumi nella raccolta Young Thongor, Wildside Press, 2012.
- Diombar's Song of the Last Battle, poesia, Amra Vol. 3 n. 40, giugno 1966.
- Thieves of Zangabal, nell'antologia The Mighty Barbarians: Great Sword and Sorcery Heroes, a cura di Hans Stefan Santesson, Lancer Books, 1969.
- Keeper of the Emerald Flame, nell'antologia The Mighty Swordsmen, a cura di Hans Stefan Santesson, Lancer Books, 1970.
- "Black Hawk of Valkarth", Fantastic settembre 1974.
- "La città nella gemma" ("The City in the Jewel"), Fantastic dicembre 1975. Trad. Roberta Rambelli nell'antologia Fantasy, a cura di Sandro Pergameno, Grandi Opere Nord 11, Editrice Nord, 1985.
- "Chiaro di luna nero" ("Black Moonlight"), Fantastic novembre 1976[1]. Trad. Massimo Patti nell'antologia Segreti e misteri entro il volume doppio Fantasy Estate 1994. La legione degli eroi, Speciali Fantasy 5, Arnoldo Mondadori Editore, maggio 1994.
- "Demon of the Snows", nell'antologia The Year's Best Fantasy Stories: 6, a cura di Lin Carter, DAW Books, 1980.
- "Lemuria", prima edizione come introduzione del romanzo Thongor and the Dragon City, Ace Books, 1966; ripristinato come testo autonomo in Young Thongor.

### Great Imperium
1. The Man Without a Planet, nel volume doppio The Man Without a Planet / Time to Live, Ace Double G-606, Ace Books, 1966.
2. Star Rogue, Lancer Books, 1970.
3. Outworlder, Lancer Books, 1971.

### Simrana
Ciclo di dodici racconti (uno dei quali esistente in due redazioni) riunito postumo nel volume Lin Carter's Simrana Cycle, a cura di Robert M. Price, Celaeno Press, 2018.
1. "The Gods of Neol Shendis", Amra v. 2 n. 41, luglio 1966; revisionato e rinominato "The Gods of Nion Parma", nell'antologia Warlocks and Warriors, a cura di L. Sprague de Camp, G. P. Putnam's Sons, 1970.
2. "The Whelming of Oom", nell'antologia The Young Magicians, a cura di Lin Carter, Ballantine Adult Fantasy 7, Ballantine Books, 1969.
3. "Zingazar", nell'antologia New Worlds for Old, a cura di Lin Carter, Ballantine Adult Fantasy 35, Ballantine Books, 1971.
4. "How Sargoth Lay Siege to Zaremm", nell'antologia Swordsmen and Supermen, Centaur Press, 1972.
5. "The Laughter of Han", Fantasy Tales v. 5, n. 9, primavera 1982.
6. "The Benevolence of Yib", Crypt of Cthulhu 51, novembre 1987.
7. "How Ghuth Would Have Hunted the Silth", Crypt of Cthulhu 54, aprile 1988.
8. "The Thievery of Yish", Fantasy Tales v. 10, n. 1, autunno 1988.
9. "How Her Doom Came Down at Last on Adrazoon", Crypt of Cthulhu 57, giugno 1988.
10. "How Jal Set Forth on his Journeying", prima pubblicazione in Lin Carter's Simrana Cycle.
11. "How Shand Became King of Thieves", incompiuto di Carter completato postumo da Robert M. Price e pubblicato in Lin Carter's Simrana Cycle.
12. "Caolin the Conjurer (Or, Dzimdazoul)", incompiuto di Carter completato postumo da Glynn Owen Barrass e pubblicato in Lin Carter's Simrana Cycle.

### Universo howardiano
Fra gli anni Sessanta e Settanta Carter e il suo collega L. Sprague de Camp curarono per Lancer Books (poi assorbita da Ace Books) un'edizione in tredici volumi dei cicli heroic fantasy di Kull di Valusia e Conan il cimmero creati da Robert E. Howard, e per l'occasione espansero il corpus autentico howardiano con delle "collaborazioni postume": alcune di esse sono racconti lasciati incompiuti da Howard e completati da de Camp e/o Carter con un procedimento di pastiche, altre sono dei testi completamente apocrifi, pensati per colmare le ellissi temporali fra i materiali autentici. L'elenco seguente enumera solo i volumi contenenti contributi di Carter.
- Kull di Valusia (King Kull), Lancer Books, 1967. Trad. Gaetano Luigi Staffilano, Fantacollana 9, Editrice Nord, 1975. Quattro racconti su dodici sono pastiche di Carter:
  - "L'abisso tenebroso" ("Black Abyss").
  - "Cavalieri oltre il sorgere del sole" ("Riders Beyond the Sunrise").
  - "Un colpo di gong" ("The Striking of the Gong").
  - "Mago e guerriero" ("Wizard and Warrior").
- Conan! (Conan), Lancer Books, 1967. Trad. Giusi Riverso, Fantacollana 13, Editrice Nord, 1976. Tre racconti su sette sono pastiche di de Camp e Carter:
  - "La «cosa» nella cripta" ("The Thing in the Crypt").
  - "La mano di Nergal" ("The Hand of Nergal").
  - "La città dei teschi" ("The City of the Skulls").
- Conan di Cimmeria (Conan of Cimmeria), Lancer Books, 1969. Trad. Gaetano Luigi Staffilano, Fantacollana 24, Editrice Nord, 1978. Quattro racconti su otto sono pastiche o apocrifi di de Camp e Carter:
  - "La maledizione del monolito" ("The Curse of the Monolith").
  - "La tana del serpente dei ghiacci" ("The Lair of the Ice Worm").
  - "Il castello del terrore" ("The Castle of Terror").
  - "Il muso nel buio" ("The Shout in the Dark").
- Conan lo zingaro (Conan the Wanderer), Lancer Books, 1968. Trad. Roberta Rambelli, Fantacollana 31, Editrice Nord, 1980. Un racconto su quattro è un apocrifo di de Camp e Carter:
  - "Lacrime nere" ("Black Tears").
- Conan il bucaniere (Conan the Buccaneer), Lancer Books, 1971. Trad. di Giampaolo Cossato e Sandro Sandrelli, Fantacollana 41, Editrice Nord, 1982. Romanzo apocrifo composto da de Camp e Carter.
- Conan di Aquilonia (Conan of Aquilonia), Ace Books, 1977. Trad. Giampaolo Cossato e Sandro Sandrelli nell'omnibus L'era Hyboriana di Conan il Cimmero, Fantacollana 40, Editrice Nord, 1981. Raccolta di quattro racconti apocrifi composti da de Camp e Carter.
  - "La strega delle brume" ("The Witch of the Mists").
  - "La sfinge nera di Nebthu" ("Black Sphynx of Nebthu").
  - "La luna rossa di Zembabwei" ("Red Moon of Zembabwei").
  - "Ombre nel teschio" ("Shadows in the Skull").
- Conan delle Isole (Conan of the Isles), Lancer Books, 1968. Trad. Giampaolo Cossato e Sandro Sandrelli nell'omnibus L'era Hyboriana di Conan il Cimmero, Fantacollana 40, Editrice Nord, 1981. Romanzo apocrifo composto da de Camp e Carter.

Ulteriori materiali apocrifi sono apparsi in una collana dedicata edita da Bantam Books:
- Conan il barbaro (Conan the Swordman), Bantam Books, 1978. Trad. Giuseppe Lippi, Oscar Fantascienza 28 [1262], Arnoldo Mondadori Editore, 1980. Antologia di sette racconti, cinque sono di de Camp e Carter:
  - "La legione dei morti" ("Legions of the Dead").
  - "Ombre nel buio" ("Shadows in the Dark").
  - "Il gioiello nella torre" ("The Gem in the Tower")[1].
  - "La dea d'avorio" ("The Ivory Goddess").
  - "Luna di sangue" ("Moon of Blood").
- Conan il liberatore (Conan the Liberator), Bantam Books, 1979. Trad. Giuseppe Lippi, Oscar Fantascienza 29 [1326], Arnoldo Mondadori Editore, 1981. Romanzo composto da de Camp e Carter.
- Conan the Barbarian, Bantam Books, 1982. Novellizzazione di de Camp e Carter del film Conan il Barbaro (1982) sceneggiato da Oliver Stone e John Milius.

In aggiunta a questi materiali su Kull e Conan, Carter ha anche composto un racconto pastiche afferente al ciclo howardiano di James Allison:
- "The Tower of Time", in Fantastic di Giugno 1975.

### Toth
La serie consiste di due romanzi brevi e un racconto.
1. The Thief of Thoth, nel volume doppio The Thief of Thoth / ... And Others Shall Be Born, Belmont Double B50-809, Belmont Books, 1968.
2. The Purloined Planet, nel volume doppio The Evil That Men Do / The Purloined Planet, Belmont Double B60-1010, Belmont Books, 1969.
3. "Murder in Space", Astro-Adventures: Tales of Scientifiction gennaio 1987.

### Khymyrium
Un progetto di romanzo lasciato incompiuto; alcuni capitoli sono apparsi come estratti in antologie e fanzine:
- "Azlon", nell'antologia The Young Magicians, a cura di Lin Carter, Ballantine Adult Fantasy 7, Ballantine Books, 1969.
- "The Mantichore", nella raccolta Beyond the Gates of Dream, Belmont Books, 1969.
- "The Sword of Power", nell'antologia New Worlds for Old, a cura di Lin Carter, Ballantine Adult Fantasy 35, Ballantine Books, 1971.
- Un frammento senza titolo serializzato in tre puntate in Fungi primavera e autunno 1997 ed estate 1998.

### Gondwane
Carter iniziò a scrivere la serie dal romanzo conclusivo per poi comporre gli episodi precedenti a partire dall'antefatto, ma la interruppe prima di aver colmato del tutto l'ellissi temporale negli eventi. L'elenco segue la cronologia interna.
1. The Warrior of World's End, DAW Collectors 125, DAW Books, 1974.
2. The Enchantress of World's End, DAW Collectors 150, DAW Books, 1975.
3. The Immortal of World's End, DAW Collectors 210, DAW Books, 1976.
4. The Barbarian of World's End, DAW Collectors 243, DAW Books, 1977.
5. The Pirate of World's End, DAW Collectors 310, DAW Books, 1978.
6. Giant of World's End, Belmont Books, 1969.

### Ciclo di Cthulhu
Carter ha ambientato un gran numero di testi brevi nell'universo narrativo del Ciclo di Cthulhu creato da H.P. Lovecraft.

#### Xoth
Cinque racconti imperniati sui tre dèi creati da Carter Ghatanothoa, Ythogtha e Zoth-Ommog, figli di Cthulhu e noti come "Trinità di Xoth". Riuniti per la prima volta nel volume postumo The Xothic Legend Cycle: The Complete Mythos Fiction of Lin Carter, a cura di Robert M. Price, Cthulhu Cycle 13, Chaosium, 1997.
1. "The Dweller in the Tomb", nell'antologia Dark Things, a cura di August Derleth, Arkham House, 1971.
2. "The Thing in the Pit", nella raccolta Lost Worlds, DAW Collectors 398, DAW Books, 1980.
3. "Out of the Ages", nell'antologia Nameless Places, a cura di Gerald W. Page, Arkham House, 1975.
4. "Zoth-Ommog" ("Zoth-Ommog" o "The Horror in the Gallery"), nell'antologia The Disciples of Cthulhu, a cura di Edward P. Berglund, DAW Collectors 213, DAW Books, 1976. Trad. Daniela Galdo nell'antologia L'Orrore di Cthulhu, a cura di Gianni Pilo, I Miti di Cthulhu 3, Fanucci Editore, 1986.
5. "The Winfield Heritance", nell'antologia Weird Tales 3, a cura di Lin Carter, Zebra Books, 1981.

Yig
Un singolo racconto di Carter è imperniato sul dio Yig, una figura minore del pantheon lovecraftiano, ed è confluito postumo nell'antologia tematica The Yig Cycle, a cura di Robert M. Price, Ramble House, 2021. 
- "The Vengeance of Yig", nell'antologia Weird Tales 4, a cura di Lin Carter, Zebra Books, 1983.

#### Anton Zarnak
Un investigatore del paranormale introdotto come personaggio minore in un romanzo breve ed elevato a protagonista di due racconti successivi, tutti editi postumi; pur svolgendosi per primo, il romanzo breve fu pubblicato per ultimo.
1. Curse of the Black Pharaoh, Cryptic Publishing, 1989.
2. "Dead of Night", Crypt of Cthulhu 54, Aprile 1988. Fa riferimento ai racconti del Ciclo di Cthulhu composti da Henry Kuttner e pertanto fu incluso nel volume dedicato a Kuttner The Book of Iod, a cura di Robert M. Price, Cthulhu Cycle 7, Chaosium, 1995.
3. "Perchance to Dream" Crypt of Cthulhu 56, Maggio 1988. Incluso in The Xothic Legend Cycle: The Complete Mythos Fiction of Lin Carter, a cura di Robert M. Price, Cthulhu Cycle 13, Chaosium, 1997.

Dopo la morte di Carter la serie è stata proseguita da altri autori e riunita nella raccolta Lin Carter's Anton Zarnak: Supernatural Sleuth, a cura di Robert M. Price, Marietta Publishing, 2002.

#### Racconti autoconclusivi
Tutti raccolti in The Xothic Legend Cycle: The Complete Mythos Fiction of Lin Carter, a cura di Robert M. Price, Cthulhu Cycle 13, Chaosium, 1997.
- "Something in the Moonlight", nell'antologia Weird Tales 2, a cura di Lin Carter, Zebra Books, 1980.
- "The Red Offering", Crypt of Cthulhu 7, Agosto 1982.
- "Behind the Mask", Crypt of Cthulhu 47, Maggio 1987.
- "Strange Manuscript Found in the Vermont Woods", Crypt of Cthulhu 54, Aprile 1988.
- "The Fishers from Outside", Crypt of Cthulhu 54, Aprile 1988.
- "The Bell in the Tower",  Crypt of Cthulhu 69, Dicembre 1989. Incompiuto di H. P. Lovecraft completato postumo da Carter e pubblicato dopo la morte di Carter.
- "The Strange Doom of Enos Harker", incompiuto di Carter completato postumo da Robert M. Price e pubblicato in The Xothic Legend Cycle.

#### Racconti smithiani
Otto racconti di Carter afferenti al Ciclo di Cthulhu si basano su appunti e frammenti dello scrittore Clark Ashton Smith e sono quindi accreditati come "collaborazioni postume". La sequenza è stata riunita nella raccolta di pastiche smithiani The Book of Eibon, a cura di Robert M. Price, Call of Cthulhu Fiction 6026, Chaosium, 2002.
- "La massima abominazione" ("The Utmost Abomination"), Weird Tales Autunno 1973. Trad. Alda Carrer ne Il meglio di Weird Tales, I Grandi della Fantascienza suppl. SDU 10, Editrice Il Picchio, 1978.
- "The Double Tower", Weird Tales Inverno 1973.
- "La pergamena di Morloc" ("The Scroll of Morloc"), Fantastic Ottobre 1975. Trad. Claudia Verpelli nell'antologia Nelle mani degli dei entro il volume doppio Fantasy Inverno 1992. La figlia della strega e 12 racconti di fantasy, Speciali Fantasy 2, Arnoldo Mondadori Editore, novembre 1992.
- "Le scale nella cripta" ("The Stairs in the Crypt"), Fantastic Agosto 1976. Trad. Daniela Galdo, Maria Teresa Tenore e Gianni Pilo nell'antologia La Saga di Cthulhu, a cura di Gianni Pilo, I Miti di Cthulhu 5, Fanucci Editore, 1986.
- "The Light from the Pole", nell'antologia Weird Tales 1, a cura di Lin Carter, Zebra Books, 1980.
- "The Descent Into the Abyss", nell'antologia Weird Tales 2, a cura di Lin Carter, Zebra Books, 1980.
- "The Feaster from the Stars", Crypt of Cthulhu 26, Novembre 1984.
- "Papyrus of the Dark Wisdom", Crypt of Cthulhu 54, Aprile 1988.

#### Papyrus of the Dark Wisdom
Una sequenza di cinque racconti ispirati dalla produzione di Clark Ashton Smith, ma non basati su soggetti di quest'ultimo. Con l'eccezione del primo, sono stati tutti pubblicati per la prima volta postumi nella raccolta di pastiche smithiani The Book of Eibon, a cura di Robert M. Price, Call of Cthulhu Fiction 6026, Chaosium, 2002.
1. "The Unbegotten Source", Crypt of Cthulhu 23, Aprile 1984.
2. "The Polar Ones".
3. "The Elder Beings".
4. "The Great Race of Yith".
5. "The City of the Archives".
6. "The Coming of Cthulhu".

#### IlNecronomicon
Carter ha composto una propria versione del Necronomicon, il fittizio grimorio menzionato in molti racconti di Lovecraft. Nella finzione narrativa il testo di Carter costituisce la traduzione in inglese curata dall'alchimista John Dee del testo originale composto in arabo dal mago Abdul Alhazred, ed è scandito in cinque libri per un totale di quarantaquattro capitoli; fu pubblicato integralmente per la prima volta nell'antologia The Necronomicon: Selected Stories and Essays Concerning the Blasphemous Tome of the Mad Arab, a cura di Robert M. Price, Cthulhu Cycle 12, Chaosium, 1996.

### Chronicles of Kylix
Serie inizialmente concepita come pentalogia ma interrotta da Carter dopo il terzo romanzo.
1. The Quest of Kadji, Belmont Books, 1971.
2. The Wizard of Zao, DAW Collectors 293, DAW Books, 1978.
3. Kellory the Warlock, Doubleday, 1984.

Due racconti apparsi in antologia con protagonista Amalric l'uomo-dio sarebbero probabilmente dovuti confluire in un quarto romanzo:
- "Le grandi eresie di Oolimar" ("The Higher Heresies Oolimar"), nell'antologia Flashing Swords! 1, a cura di Lin Carter, Science Fiction Book Club, Doubleday, 1973. Trad. Roberta Rambelli in Heroic Fantasy. Il meglio della fantasia eroica moderna, Enciclopedia della Fantascienza 4, Fanucci Editore, 1979.
- "La curiosa consuetudine del Seraad dei Turjan" ("The Curious Custom of the Turjan Seraad"), nell'antologia Flashing Swords! 3: Warriors and Wizards, a cura di Lin Carter, Dell Publishing, 1976. Trad. Roberta Rambelli in Maghi e guerrieri. Altre storie di fantasia eroica, Enciclopedia della Fantascienza 6, Fanucci Editore, 1981.

### Callisto
1. Jandar of Callisto, Dell Publishing, 1972.
2. Black Legion of Callisto, Dell Publishing, 1972.
3. Sky Pirates of Callisto, Dell Publishing, 1973.
4. Mad Empress of Callisto, Dell Publishing, 1975.
5. Mind Wizards of Callisto, Dell Publishing, 1975.
6. Lankar of Callisto, Dell Publishing, 1975.
7. Ylana of Callisto, Dell Publishing, 1977.
8. Renegade of Callisto, Dell Publishing, 1978.

### Green Star
1. Under the Green Star, DAW Collectors 30, DAW Books, 1972.
2. When the Green Star Calls, DAW Collectors 62, DAW Books, 1973.
3. By the Light of the Green Star, DAW Collectors 110, DAW Books, 1974.
4. As the Green Star Rises, DAW Collectors 138, DAW Books, 1975.
5. In the Green Star's Glow, DAW Collectors 180, DAW Books, 1976.

### Atlantide
Un progetto di trilogia interrotto al primo volume.
1. The Black Star, Dell Publishing, 1973.

### I Misteri di Marte
1. The Man Who Loved Mars, Fawcett Gold Medal, 1973.
2. La valle senza tempo (The Valley Where Time Stood Still), Doubleday, 1974. Trad. Mariagrazia Bianchi, Fantapocket 4, Longanesi & C., 1976.
3. The City Outside the World, Berkley Medallion, 1977.
4. Down to a Sunless Sea, DAW Collectors 584, DAW Books, 1984.

### Zarkon, Lord of the Unknown
1. The Nemesis of Evil, Doubleday, 1975.
2. Invisible Death, Doubleday, 1975.
3. The Volcano Ogre, Doubleday, 1976.
4. The Earth-Shaker, Doubleday, 1982.
5. Horror Wears Blue, Doubleday, 1987.

### People of the Dragon
Un dittico di racconti riunito nella raccolta postuma Renegade Swords, a cura di D. M. Ritzlin, DMR Books, 2020.
1. "People of the Dragon", in Fantastic di Febbraio 1976.
2. "The Pillars of Hell", in Fantastic di Dicembre 1977.

### Tara
La serie avrebbe dovuto comprendere almeno due romanzi, ma Carter compose solo il primo volume:
1. Tara of the Twilight, Zebra Books, 1979.

Tre racconti ambientati in questo universo sarebbero probabilmente dovuti confluire nel secondo romanzo:
- "«For the Blood Is the Life»", Risque Stories 1, Marzo 1984.
- "The Love of the Sea", Risque Stories 2, Ottobre 1984.
- "Pale Shadow", Risque Stories 3, Luglio 1985.

### Zanthodon
1. Zanthodon (Journey to the Underground World), DAW Collectors 362, DAW Books, 1979. Trad. Roberta Formenti, Quasar Fantascienza 3, Garden Editoriale, 1989.
2. Zanthodon, DAW Collectors 391, DAW Books, 1980.
3. Hurok of the Stone Age, DAW Collectors 423, DAW Books, 1981.
4. Darya of the Bronze Age, DAW Collectors 451, DAW Books, 1981.
5. Eric of Zanthodon, DAW Collectors 483, DAW Books, 1982.

### Terra Magica
1. Kesrick di Dragonrouge (Kesrick), DAW Collectors 506, DAW Books, 1982. Trad. Daniela Rossella, Galaxis 5, Editrice Scorpio, 1986.
2. Dragonrouge, DAW Collectors 607, DAW Books, 1984.
3. Mandrigardo, DAW Collectors 697, DAW Books, 1987.
4. Callipygia, DAW Collectors 736, DAW Books, 1988.

### Ithkar
Carter ha contribuito con due racconti allo sviluppo dell'universo narrativo condiviso di Ithkar, creato da Andre Norton e Robert Adams.
- "The Goblinry of Ais", nell'antologia Magic in Ithkar, a cura di Andre Norton e Robert Adams, Tor Books, 1985.
- "Geydelle's Protective", nell'antologia Magic in Ithkar 2, a cura di Andre Norton e Robert Adams, Tor Books, 1985.

### Star Pirate
Un ciclo di quattro racconti mai riunito in un volume tematico.
1. "Corsairs of the Cosmos", in Astro-Adventures: Tales of Scientifiction di Agosto 1987.
2. "Ghosts of Ganymede", in Astro-Adventures: Tales of Scientifiction di Gennaio 1988.
3. "Planet in Peril", in Astro-Adventures: Tales of Scientifiction di Aprile 1988.
4. "Beyond the Worlds We Know", serializzato in due puntate in Astro-Adventures: Tales of Scientifiction di Ottobre e Novembre 1988.

### Universo del Re in Giallo
Carter ha ambientato un racconto e un dramma in versi nell'universo narrativo del Re in Giallo creato da Robert W. Chambers. Riuniti nell'antologia The Hastur Cycle: 13 Tales that Created and Define Dread Hastur, the King in Yellow, Nighted Yuggoth, and Dire Carcosa, a cura di Robert M. Price, Cthulhu Cycle 1, Chaosium, 1993.
- "Carcosa Story About Hali", nella raccolta postuma Pnakotic Fragments, a cura di Robert M. Price, Charnel House, 1989.
- King in Yellow: A Tragedy in Verse, dramma in versi incompiuto modellato da Carter su una pièce di James Blish, completato postumo da Robert M. Price e pubblicato in The Hastur Cycle.

### Romanzi e novelle autoconclusivi
- The Star Magicians, nel volume doppio The Off-Worlders / The Star Magicians, Ace Double G-588, Ace Books, 1966.
- The Flame of Iridar, nel volume doppio The Flame of Iridar / Peril of the Starmen, Belmont Double B50-759, Belmont Books, 1967.
- La torre sull'orlo del tempo (Tower at the Edge of Time), Belmont Books, 1968. Trad. Beata Della Frattina, Urania 709, Arnoldo Mondadori Editore, 7 Novembre 1976.
- Lost World of Time, Signet, 1969.
- Tower of the Medusa, nel volume doppio Kar Kaballa / Tower of the Medusa, Ace Double 42900, Ace Books, 1969.
- Time War, Dell Publishing, 1974.
- Found Wanting, DAW Collectors 633, DAW Books, 1985.
- The Black Pharaoh, postumo e solo in formato audiolibro per Audio Realms, 2007.

### Raccolte di racconti
- Beyond the Gates of Dream, Belmont Books, 1969. Comprende un estratto del romanzo mai completato Khymyrium, un pastiche del ciclo di Conan, una collaborazione fra Carter e Randall Garrett, e quattro racconti autoconclusivi del solo Carter, con prefazione e postfazione dell'autore.
- Lost Worlds, DAW Collectors 398, DAW Books, 1980. Comprende due racconti dell'orrore smithiani, uno del ciclo di Xoth, due episodi del ciclo di Thongor, un pastiche del ciclo di Kull, e due racconti autoconclusivi, con prefazione e postfazione dell'autore.
- Pnakotic Fragments, a cura di Robert M. Price, Charnel House, 1989. Comprende sei testi brevi afferenti al Ciclo di Cthulhu.
- The Xothic Legend Cycle: The Complete Mythos Fiction of Lin Carter, a cura di Robert M. Price, Cthulhu Cycle 13, Chaosium, 1997. Omnibus comprendente il ciclo di Xoth, i sette racconti autoconclusivi del Ciclo di Cthulhu, uno dei tre racconti di Anton Zarnak, e la sequenza di trentun sonetti Dreams from R'lyeh; include anche un'introduzione del curatore Robert M. Price e un racconto di Anton Zarnak composto da Price.

### Poesia lirica
- Galleon Of Dream: Poems Of Fantasy And Wonder, The Sign Of The Centaur, 1953. Canzoniere di trenta poesie d'argomento mitologico o fiabesco.
- Dreams from R'lyeh, Arkham House, 1975. Canzoniere di liriche su temi orrorifici o fantastici, articolate fra quattordici componimenti autoconclusivi, un brano afferente al ciclo di Thongor, e la sequenza di trentun sonetti Dreams from R'lyeh, legata al Ciclo di Cthulhu.

### Saggistica
In aggiunta ai paratesti delle proprie opere e dei romanzi e antologie di cui fu curatore editoriale, Carter ha composto tre volumi di storia e critica letteraria del fantastico.
- Tolkien: A Look Behind "The Lord of the Rings", Ballantine Books, 1969. Monografia sulla poetica di John Tolkien e la sua continuità stilistica con la tradizione dell'epica e del romanzo cavalleresco.
- Lovecraft: A Look Behind the Cthulhu Mythos, Ballantine Books, 1972. Monografia sulla genesi e lo sviluppo del Ciclo di Cthulhu creato da H.P. Lovecraft e posto in condivisione fra i membri del cenacolo letterario lovecraftiano.
- Imaginary Worlds: The Art of Fantasy, Ballantine Adult Fantasy Series 58, Ballantine Books, 1973. Storia letteraria del genere fantasy dalla poesia narrativa alto-medievale al romanticismo, fino agli sviluppi moderni nel Regno Unito e negli Stati Uniti d'America.

### Sceneggiature
Fra il 1967 e il 1969 Carter sceneggiò più di cinquanta episodi della serie animata Spider-Man.

### Giochi
- Royal Armies of the Hyborean Age, 1975 (con Scott B. Bizar). Wargame che ricrea le battaglie tra le nazioni del mondo di Conan il barbaro[3]

## Curatele editoriali
Si elencano di seguito le antologie di narrativa breve allestite da Carter, organizzate per collana.

### Ballantine Adult Fantasy Series e integrazione Doubleday
Pubblicata da Ballantine Books e curata da Carter fra 1969 e 1974 per un totale di 67 uscite, la Ballantine Adult Fantasy Series fu la prima collana editoriale statunitense dedicata specificamente alla letteratura fantastica per pubblico adulto. Nell'ambito di questo progetto, Carter allestì delle raccolte personali di narrativa breve dedicate ai novellisti Clark Ashton Smith (4 volumi), Lord Dunsany (3 volumi), H.P. Lovecraft (1 volume) e George MacDonald (1 volume), nonché otto volumi miscellanei costruiti su criteri cronologici o stilistici:
- Dragons, Elves, and Heroes, Ballantine Adult Fantasy Series 6, Ballantine Books, 1969. Comprende diciannove testi fantastici di varia natura (miti, leggende, poesie, fiabe d'autore) e matrice per lo più germanica o slava, composti fra l'Alto Medioevo e il romanticismo.
- The Young Magicians, Ballantine Adult Fantasy Series 7, Ballantine Books, 1969. Comprende diciotto fra racconti e poesie di autori di inizio Novecento, vi sono rappresentanti gli Inklings britannici, la "scuola" statunitense di Weird Tales e quella di Unknown.
- Golden Cities, Far, Ballantine Adult Fantasy Series 26, Ballantine Books, 1970. Comprende dodici testi fantastici di varia natura (miti, leggende, poesie, fiabe d'autore) e matrice per lo più romanza o vicino-orientale, composti fra l'Alto Medioevo e il romanticismo.
- New Worlds for Old, Ballantine Adult Fantasy Series 35, Ballantine Books, 1971. Comprende quindici fra racconti e poesie ripartiti fra autori decadenti di fine Ottocento ed esponenti novecenteschi della "scuola" di Weird Tales.
- The Spawn of Cthulhu, Ballantine Adult Fantasy Series 36, Ballantine Books, 1971. Comprende due racconti del Ciclo di Cthulhu di H.P. Lovecraft, tre racconti di autori tardo-ottocenteschi ammirati da Lovecraft, e sette fra racconti e poesie di epigoni di Lovecraft.
- Discoveries in Fantasy, Ballantine Adult Fantasy Series 43, Ballantine Books, 1971. Comprende sette racconti dei novellisti tardo-ottocenteschi Ernest Bramah, Donald Corley, Richard Garnett e Eden Phillpotts.
- Great Short Novels of Adult Fantasy I, Ballantine Adult Fantasy Series 52, Ballantine Books, 1972. Omnibus di quattro romanzi brevi, di cui tre sono autoconclusivi ottocenteschi e uno appartiene al ciclo dell'Incantatore incompleto.
- Great Short Novels of Adult Fantasy Volume II, Ballantine Adult Fantasy Series 56, Ballantine Books, 1973. Omnibus di quattro romanzi brevi, di cui uno appartiene al ciclo del Re in Giallo, uno a quello di Kai Lung, e uno è un estratto dal romanzo Le fate dell'ombra.

Dopo la chiusura della collana, Carter pubblicò con Doubleday due ulteriori antologie in continuità strutturale con quelle curate per Ballantine:
- Kingdoms of Sorcery, Doubleday, 1976. Comprende sedici testi (otto racconti e otto estratti da romanzi) classificati su base formale fra opere proto-fantasy di estetica orientalista, saghe, parabole, aneddoti ed epica.
- Realms of Wizardry, Doubleday, 1976. Comprende sedici testi (dodici racconti e quattro estratti da romanzi) classificati su base formale fra leggende, satire, storie sentimentali, storie d'avventura, ed esempi della corrente New Wave.

### Flashing Swords!
Collana di narrativa breve sword & sorcery composta dai membri della società letteraria Swordsmen and Sorcerers' Guild of America, di cui Carter era presidente; tutti i cinque volumi  furono pubblicati in brossura economica da Dell Publishing e (con l'eccezione del terzo) in versione cartonata da Doubleday. Tutti i testi antologizzati erano inediti e per la maggior parte appartenevano a saghe di narrativa breve, pertanto sono confluiti successivamente in raccolte tematiche o in romanzi fix-up.
1. Flashing Swords! 1, Science Fiction Book Club, Doubleday, 1973. Comprende quattro racconti: un episodio cadauno dei cicli di Fafhrd e il Gray Mouser, della Terra morente, dei Figli del Tritone e delle Chronicles of Kylix.
2. Flashing Swords! 2, Science Fiction Book Club, Doubleday, 1973. Comprende quattro racconti: un episodio cadauno dei cicli di Pusad, di Elric di Melniboné, del Mondo delle Streghe, e di Brak il barbaro.
3. Flashing Swords! 3: Warriors and Wizards, Dell Publishing, 1976. Comprende cinque racconti: un episodio cadauno dei cicli di Neo-Napoli, di Fafhrd e il Gray Mouser, del Mondo delle Streghe e delle Chronicles of Kylix, e un autoconclusivo.
4. Flashing Swords! 4: Barbarians and Black Magicians, Science Fiction Book Club, Doubleday, 1977. Comprende cinque racconti: un episodio  cadauno dei cicli della Terra morente, dei Figli del Tritone, di Brak il barbaro, dei Deryni, e di Elric di Melniboné.
5. Flashing Swords! 5: Demons and Daggers, Science Fiction Book Club, Doubleday, 1981. Comprende cinque racconti: un episodio cadauno dei cicli di Korianth, di Dilvish il maledetto, di Sirronde e di Ebenezum, e un autoconclusivo.

I primi quattro tomi sono stati tradotti in italiano combinati di due in due entro volumi omnibus, con l'aggiunta di due racconti aggiuntivi appositamente selezionati (portando così il totale a venti testi) e appendici di racconti e saggi composti da autori italiani:
- Heroic Fantasy. Il meglio della fantasia eroica moderna (vol. 1 e 2), trad. Roberta Rambelli, Enciclopedia della Fantascienza 4, Fanucci Editore, 1979.
- Maghi e guerrieri. Altre storie di fantasia eroica (vol. 3 e 4), trad. Roberta Rambelli, Enciclopedia della Fantascienza 6, Fanucci Editore, 1981.

Il quinto volume resta inedito.

### The Year’s Best Fantasy Stories
Collana pubblicata annualmente da DAW Books come selezione della migliore narrativa breve fantasy apparsa nei precedenti ventiquattro mesi, complementare alle collane The Annual World’s Best SF (per la fantascienza) e The Year’s Best Horror Stories (per l'horror). Carter allestì i primi sei numeri della selezione, nei quali curò una rubrica di recensioni di romanzi (poi sospesa dopo il suo ritiro), privilegiò nettamente autori già affermati e operanti nei suoi sottogeneri preferiti (diversi materiali sono racconti postumi di maestri degli anni Trenta), e inserì in modo capzioso molte opere proprie, spesso "collaborazioni postume" o racconti firmati sotto pseudonimo.
1. The Year's Best Fantasy Stories, DAW Collectors 166, DAW Books, 1975. Comprende undici racconti, uno è "collaborazione postuma" con Clark Ashton Smith.
2. The Year's Best Fantasy Stories: 2, DAW Collectors 205, DAW Books, 1976. Comprende dodici racconti, uno è del solo Carter e un altro una "collaborazione postuma" con Clark Ashton Smith.
3. The Year's Best Fantasy Stories: 3, DAW Collectors 267, DAW Books, 1977. Comprende undici racconti, uno è del solo Carter e un altro una "collaborazione postuma" con Clark Ashton Smith.
4. The Year's Best Fantasy Stories: 4, DAW Collectors 318, DAW Books, 1978. Comprende undici racconti, uno è del solo Carter firmato come "Grail Undwin", un altro una "collaborazione postuma" con Clark Ashton Smith.[4]
5. The Year's Best Fantasy Stories: 5, DAW Collectors 370, DAW Books, 1980. Comprende undici racconti, uno è del solo Carter firmato come "Grail Undwin", un altro un apocrifo howardiano composto con L. Sprague de Camp.
6. The Year's Best Fantasy Stories: 6, DAW Collectors 410, DAW Books, 1980. Comprende undici racconti, due sono di Carter e uno dei due è firmato come "Grail Undwin".

Dopo il ritiro di Carter la curatela della collana passò a Arthur W. Saha, che la portò avanti per altri otto numeri fino all'anno 1988.
La seconda e la terza uscita sono state tradotte in italiano entro volumi doppi comprendenti anche un romanzo, con titoli adattati che le presentano come selezioni monografiche di heroic fantasy (e non come panoramiche globali sul genere):
- Nelle mani degli dei (The Year's Best Fantasy Stories: 2) in Fantasy Inverno 1992. La figlia della strega e 12 racconti di fantasy, trad. Claudia Verpelli, Speciali Fantasy 2, Arnoldo Mondadori Editore, novembre 1992.
- Segreti e misteri (The Year's Best Fantasy Stories: 3) in Fantasy Estate 1994. La legione degli eroi, trad. Massimo Patti, Speciali Fantasy 5, Arnoldo Mondadori Editore, maggio 1994[5].

### Weird Tales
All'inizio degli anni Ottanata Carter diresse un rilancio della storica rivista Weird Tales sotto forma di antologie trimestrali pubblicate da Zebra Books, ma il progetto fu sospeso dopo soli quattro numeri (pubblicati per altro a cadenza molto irregolare) per insolvenze di Carter nei confronti di Robert Weinberg, il detentore dei diritti sul marchio editoriale. Analogamente a quanto già fatto con The Year’s Best Fantasy Stories, anche in questo caso Carter si focalizzò sulla ristampa di autori "classici" apparsi di frequente sulla Weird Tales originale nel periodo interbellico, e selezionò essenzialmente opere contemporanee scritte da suoi amici personali (legati alla Swordsmen and Sorcerers' Guild of America), o da lui medesimo.
1. Weird Tales 1, Zebra Books, 1980. Comprende dieci testi di autori classici e quattro moderni, fra cui un racconto del solo Carter e una "collaborazione postuma" con Clark Ashton Smith.
2. Weird Tales 2, Zebra Books, 1980. Comprende sette testi di autori classici e sette moderni, fra cui un racconto del solo Carter e una "collaborazione postuma" con Clark Ashton Smith.
3. Weird Tales 3, Zebra Books, 1981. Comprende sette testi di autori classici e sette moderni, fra cui un racconto del solo Carter[6].
4. Weird Tales 4, Zebra Books, 1983. Comprende sette testi di autori classici e sei moderni, fra cui un racconto del solo Carter.

### Volumi singoli
- The Magic of Atlantis, Lancer Books, 1970. Monografia sulle rivisitazioni del mito di Atlantide, comprende tre testi autoconclusivi e un episodio cadauno dei cicli di Pusad, di Elak di Atlantide, di Kull di Valusia e di Poseidonis.